# BMW Neue Klasse

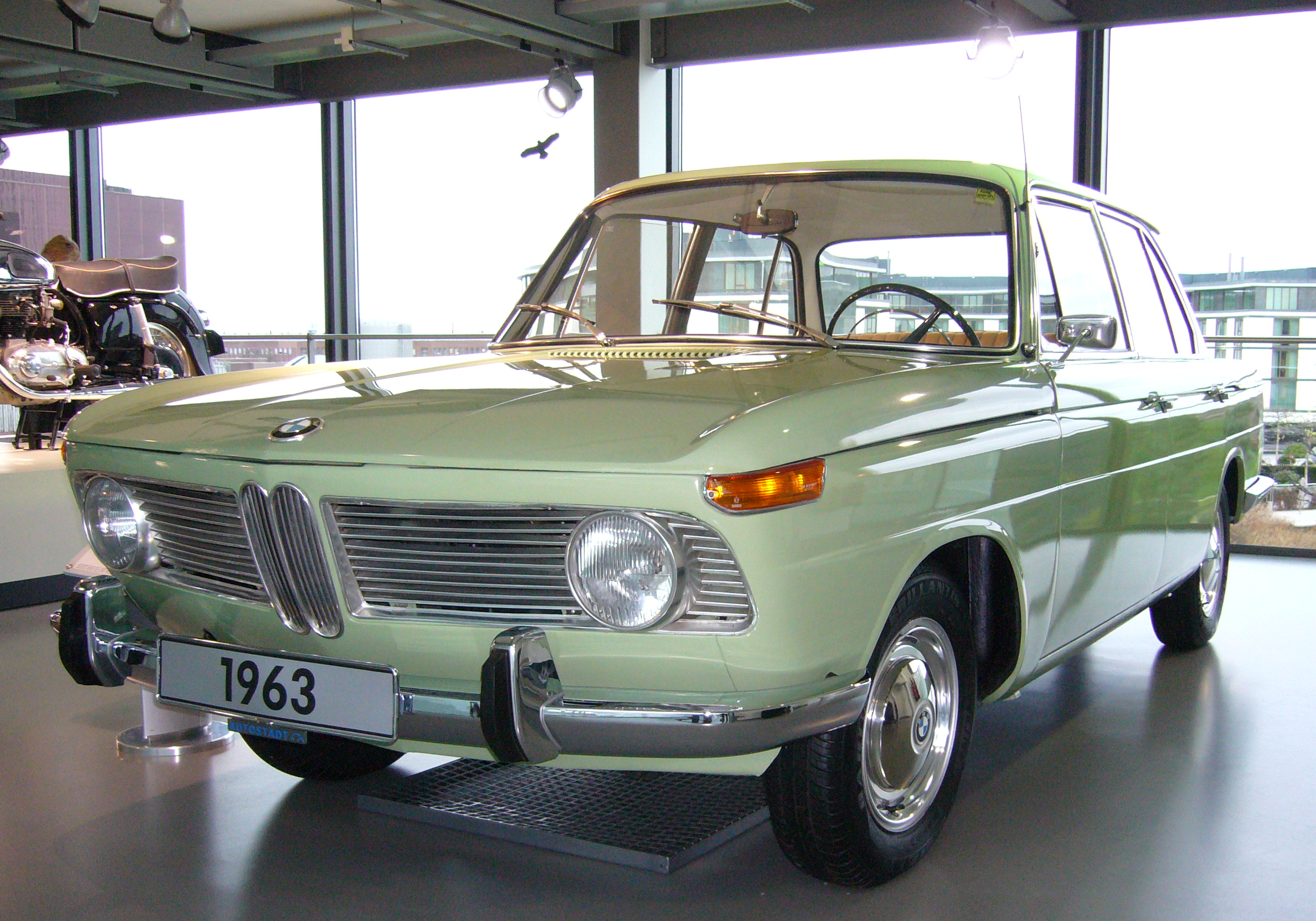
BMW 1500

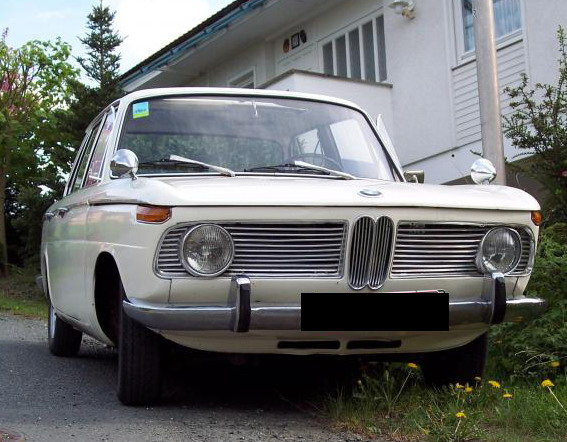
BMW 1800 z 1966 roku

BMW Neue Klasse – seria samochodów osobowych (m.in. sedanów oraz coupé) produkowanych pod niemiecką marką BMW w latach 1962–1977.
Do napędu pojazdu używano benzynowych silników R4 M10, oprócz tego w pojeździe wykorzystano w pełni niezależne zawieszenie z kolumnami McPhersona z przodu oraz hamulce tarczowe. Początkowo samochody oferowane były wyłącznie jako 4-drzwiowe sedany bądź 2-drzwiowe coupé, w późniejszym czasie dostępny był także 2-drzwiowy sedan (seria 02).
Czterodrzwiowy sedan został w 1972 roku zastąpiony przez nieco większą rodzinę E12 (seria 5). Modele coupé, 2000C i 2000CS, zostały zastąpione w 1969 przez E9 2800CS. Następcą dla dwudrzwiowego BMW 1600 został wprowadzony w 1975 model E21 320i.

## 1500 i 1600
BMW 1500 zaprezentowane zostało we wrześniu 1961 podczas Frankfurt Motor Show, produkcja zaś trwała w latach 1962–1966.
Samochód charakteryzował się samonośnym trójbryłowym nadwoziem typu sedan, w konstrukcji zawieszenia przedniego wykorzystano zyskujące w tamtym czasie popularność kolumny McPhersona. Tylne zawieszenie było w pełni niezależne, wykorzystywało sprężyny śrubowe wahacze skośne. Silnik M10 o pojemności 1,5 l z rozrządem typu SOHC był nowoczesną konstrukcją podatną na powiększanie pojemności skokowej i dalszy rozwój. Motor zamontowany wzdłużnie, nachylony został pod kątem 30° w prawą stronę nadwozia. Pozwoliło to na niższe przeprowadzenie linii maski.
Ówczesna prasa motoryzacyjna pozytywnie oceniała widoczność we wszystkich kierunkach z wnętrza pojazdu, mankamentem była konieczność lekkiego nachylenia się w celu załączenia 1. i 3. biegu, co było spowodowane zbyt długim skokiem lewarka zmiany biegów. Pochlebnie wyrażono się także o przestrzeni bagażowej, której głębokość wynosiła 40 cm.
Silnik o mocy maksymalnej 80 KM (59 kW) zapewniał samochodowi stosunkowo dobre osiągi jak na swoją objętość skokową. Przyspieszenie 0–100 km/h zajmowało około 15 s, by jednak zachować odpowiednią dynamikę jazdy należało utrzymywać wysoką prędkość obrotową silnika, który bez wibracji znosił prędkość ponad 6000 obr./min.
BMW 1500 zostało w 1964 roku zastąpione przez model 1600, mimo to wciąż było dostępne w sprzedaży na niektórych rynkach ze względu na korzystniejsze taryfy ubezpieczeniowe. Następca wyposażony był w silnik o pojemności 1,6 l i mocy maksymalnej 86 KM (63 kW). Wzrost pojemności osiągnięto przez montaż większych tłoków z silnika 1800. W plebiscycie na Europejski Samochód Roku 1967 BMW 1600 zajęło 2. pozycję (za Fiatem 124). Produkcji BMW 1600 zaprzestano w 1968 roku.
Dane techniczne
| Wersja             | Silnik:                                         | Układ zasilania:   | Średnica × skok tłoka: | St. sprężania:     | Moc maksymalna:                  | Maks. moment obrotowy      | 0–100 km/h:        | V-max:             | Śr. zuż. paliwa / 100 km: |
| Silniki benzynowe: | Silniki benzynowe:                              | Silniki benzynowe: | Silniki benzynowe:     | Silniki benzynowe: | Silniki benzynowe:               | Silniki benzynowe:         | Silniki benzynowe: | Silniki benzynowe: | Silniki benzynowe:        |
| ------------------ | ----------------------------------------------- | ------------------ | ---------------------- | ------------------ | -------------------------------- | -------------------------- | ------------------ | ------------------ | ------------------------- |
| 1500               | R4 1,5 l (1499 cm³), 2 zawory na cylinder, SOHC | gaźnik             | 82 x 71 mm             | 8,8:1              | 80 KM (60 kW) przy 5700 obr./min | 118 N•m przy 3000 obr./min | ~ 15,0 s           | 150 km/h           | 9,9 l                     |
| 1600               | R4 1,6 l (1573 cm³), SOHC                       | gaźnik             | 84 x 71 mm             | 8,6:1              | 86 KM (63 kW) przy 5800 obr./min | 123 N•m przy 3000 obr./min | 13,3 s             | 161 km/h           | 10,5 l                    |

## 1800
Kolejnym samochodem, który dołączył do gamy modeli Neue Klasse, było BMW 1800 wprowadzone na rynek w 1963 roku. W bazowej wersji napędzany był silnikiem M10 o pojemności 1,8 litra i mocy maksymalnej 90 KM (66 kW). Powstała także ulepszona wersja modeli 1800, nosiła ona nazwę 1800 TI (Turismo Internazionale) i została przygotowana we współpracy z firmą Alpina. W silniku zastosowano podwójne gaźniki bocznossące Solex PHH oraz inny typ tłoków zwiększając tym samym stopień kompresji i zarazem moc maksymalną do 110 KM (81 kW), masę własną całego pojazdu obniżono zaś do 990 kg. Oprócz tego w 1964 roku wprowadzono do produkcji wyczynowy model 1800 TI/SA wyposażony w jeszcze bardziej zmodyfikowany silnik z dwoma gaźnikami Weber o mocy maksymalnej 130 KM (96 kW), 5-biegową skrzynię biegów, szperę oraz stabilizatory przedniego i tylnego zawieszenia. Wnętrze otrzymało fotele kubełkowe oraz drewnianą kierownicę sportową. Nadwozie malowano w jednym kolorze - srebrnym. Masę własną obniżono do 970 kg, powstało tylko 200 egzemplarzy. Model ten sprzedawano wyłącznie posiadaczom licencji wyścigowej.
W 1966 jako opcję zaczęto oferować 3-biegową automatyczną skrzynię biegów ZF. Rok później model przeszedł facelifting, wygląd nadwozia upodobniono do BMW 2000.
Dane techniczne
| Wersja             | Silnik:                                       | Układ zasilania:   | Średnica × skok tłoka: | St. sprężania:     | Moc maksymalna:                   | Maks. moment obrotowy           | 0–100 km/h:        | V-max:             | Śr. zuż. paliwa / 100 km: |
| Silniki benzynowe: | Silniki benzynowe:                            | Silniki benzynowe: | Silniki benzynowe:     | Silniki benzynowe: | Silniki benzynowe:                | Silniki benzynowe:              | Silniki benzynowe: | Silniki benzynowe: | Silniki benzynowe:        |
| ------------------ | --------------------------------------------- | ------------------ | ---------------------- | ------------------ | --------------------------------- | ------------------------------- | ------------------ | ------------------ | ------------------------- |
| 1800               | R4 1,8 (1773 cm³), 2 zawory na cylinder, SOHC | gaźnik Solex       | 88,9 x 71,12 mm        | 8,6:1              | 90 KM (66 kW) przy 5250 obr./min  | 143 N•m przy 3000 obr./min      | 13 s               | 162 km/h           | 12 l                      |
| 1800 TI            | R4 1,8 (1773 cm³), 2 zawory na cylinder, SOHC | dwa gaźniki Solex  | 84 x 80 mm             | 9,5:1              | 110 KM (81 kW) przy 5800 obr./min | 148 N•m przy 4000 obr./min      | 11 s               | 175 km/h           | 14 l                      |
| 1800 TI/SA         | R4 1,8 (1773 cm³), 2 zawory na cylinder, SOHC | dwa gaźniki Weber  | 84 x 80 mm             | 10,5:1             | 130 KM (95 kW) przy 6100 obr./min | 157 N•m przy 5100–5400 obr./min | 9 s                | 186 km/h           | 16 l                      |

## 1602

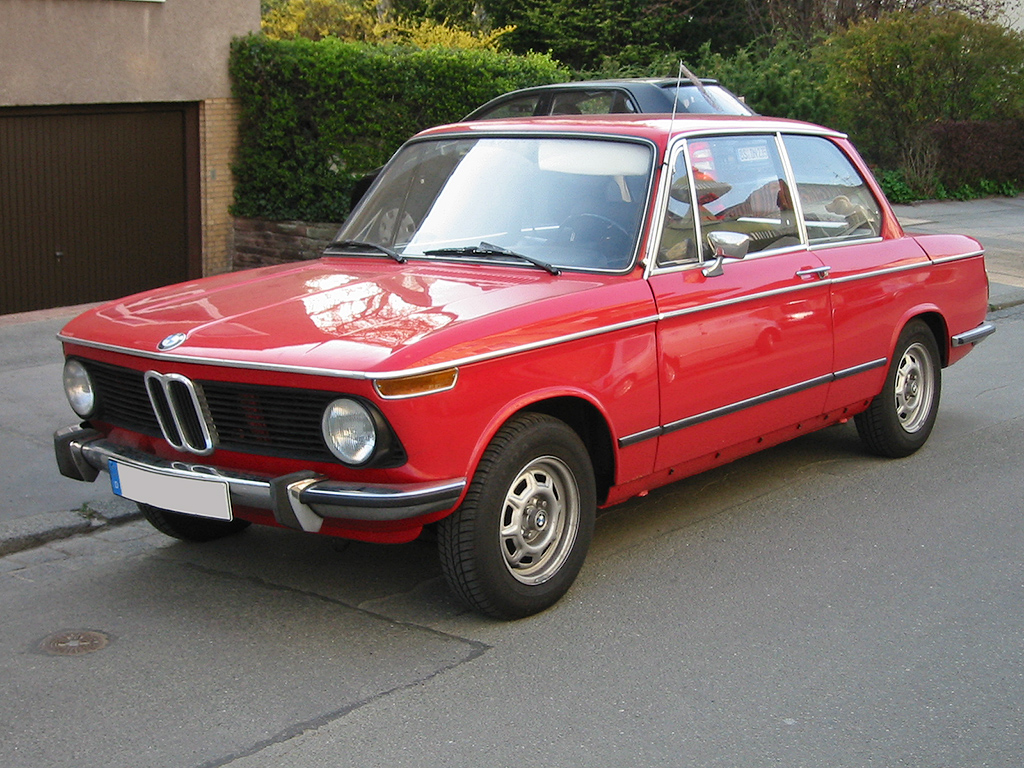
BMW 1602

Sportowe sedany serii 02 zostały zaprezentowane po licznych sukcesach 4-drzwiowych modeli Neue Klasse. Przy wykorzystaniu silników M10 i podwozia z modelu 1600 stworzono nowe BMW 1600-2 (-2 od 2-drzwiowy) oraz później po prostu "1602" i "1600". Samochód zadebiutował w 1966 roku podczas Geneva Motor Show, sprzedaż trwała do 1975 roku.
W latach 1967–1971 powstała limitowana seria kabrioletów opartych na serii 02, za montaż odpowiedzialna była firma Baur. Oprócz tego w latach 1967–1968 powstawała wersja 1600 TI wyposażona m.in. w gaźnik z modelu 1800 TI. Zapewniało to moc maksymalną 105 KM (77 kW) przy 6000 obr./min i prędkość maksymalną rzędu 175 km/h. Model dostępny był także opcjonalnie z 5-biegową manualną skrzynią biegów. W latach 1971–1972 dostępny był także wariant Touring – 3-drzwiowy hatchback oparty na modelu 1600.
Dane techniczne
| Wersja             | Silnik:                                       | Układ zasilania:   | Średnica × skok tłoka: | St. sprężania:     | Moc maksymalna:                   | Maks. moment obrotowy      | 0–100 km/h:        | V-max:             | Śr. zuż. paliwa / 100 km: |
| Silniki benzynowe: | Silniki benzynowe:                            | Silniki benzynowe: | Silniki benzynowe:     | Silniki benzynowe: | Silniki benzynowe:                | Silniki benzynowe:         | Silniki benzynowe: | Silniki benzynowe: | Silniki benzynowe:        |
| ------------------ | --------------------------------------------- | ------------------ | ---------------------- | ------------------ | --------------------------------- | -------------------------- | ------------------ | ------------------ | ------------------------- |
| 1600-2             | R4 1,6 (1573 cm³), 2 zawory na cylinder, SOHC | gaźnik             | 84 x 71 mm             | 8,6:1              | 85 KM (63 kW) przy 5700 obr./min  | 124 N•m przy 3000 obr./min | 13,3 s             | 160 km/h           | 9,9 l                     |
| 1600ti             | R4 1,6 (1573 cm³), 2 zawory na cylinder, SOHC | gaźnik             | 84 x 71 mm             | b/d                | 105 KM (77 kW) przy 6000 obr./min | 132 N•m przy 4500 obr./min | 11,5 s             | 175 km/h           | 10,3 l                    |

## 2000C/CS

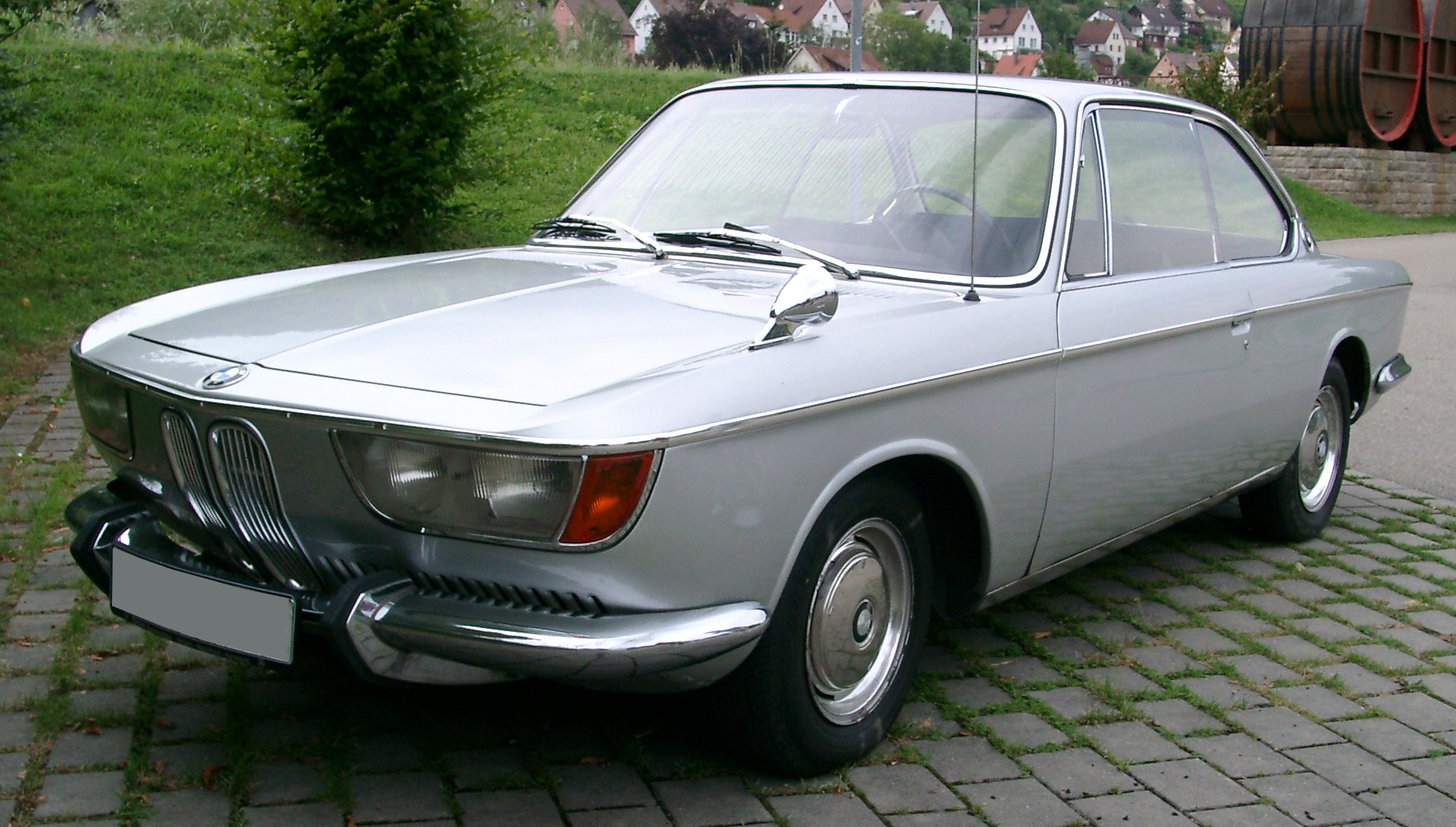
BMW 2000 CS

W latach 1965–1969 oferowane było luksusowe coupé z nadwoziem zaprojektowanym przez Karmanna, dostępne było w dwóch wersjach silnikowych: 2000C z pojedynczym gaźnikiem – moc maksymalna 100 KM (74 kW) oraz 2000CS z podwójnym gaźnikiem – moc maksymalna 120 KM (88 kW). Wersja 'C' dostępna była zarówno z manualną jak i automatyczną (oznaczenie 'CA', przekładnia 3-biegowa) skrzynią biegów, 'CS' wyłącznie z przekładnią ręczną.
22 listopada 1965 została uruchomiono produkcja nadwozi w zakładach Karmanna. Produkcja wersji 2000C odbywała się w pełnym wymiarze od maja 1976 do 1977 roku, powstało 443 egzemplarze. Mimo że we wrześniu 1968 roku uruchomiono produkcję nowego coupé – BMW 2800CS, produkcję 2000 CA/CS kontynuowano do połowy roku 1970, była to tańsza alternatywa dla większego pojazdu z tego segmentu. Łączna produkcja BMW 2000C/CA/CS wynosi 13 691 egzemplarzy.
Dane techniczne
| Wersja             | Silnik:                                       | Układ zasilania:   | Średnica × skok tłoka: | St. sprężania:     | Moc maksymalna:                   | Maks. moment obrotowy      | 0–100 km/h:        | V-max:             | Śr. zuż. paliwa / 100 km: |
| Silniki benzynowe: | Silniki benzynowe:                            | Silniki benzynowe: | Silniki benzynowe:     | Silniki benzynowe: | Silniki benzynowe:                | Silniki benzynowe:         | Silniki benzynowe: | Silniki benzynowe: | Silniki benzynowe:        |
| ------------------ | --------------------------------------------- | ------------------ | ---------------------- | ------------------ | --------------------------------- | -------------------------- | ------------------ | ------------------ | ------------------------- |
| 2000C              | R4 2,0 (1991 cm³), 2 zawory na cylinder, SOHC | gaźnik             | 89 x 80 mm             | b/d                | 100 KM (75 kW) przy 5500 obr./min | 157 N•m przy 3000 obr./min | b/d                | 172 km/h           | b/d                       |
| 2000CS             | R4 2,0 (1991 cm³), 2 zawory na cylinder, SOHC | gaźnik             | 89 x 80 mm             | b/d                | 120 KM (88 kW) przy 5500 obr./min | 167 N•m przy 3600 obr./min | 11 s               | 185 km/h           | 10,9 l                    |

## 2000

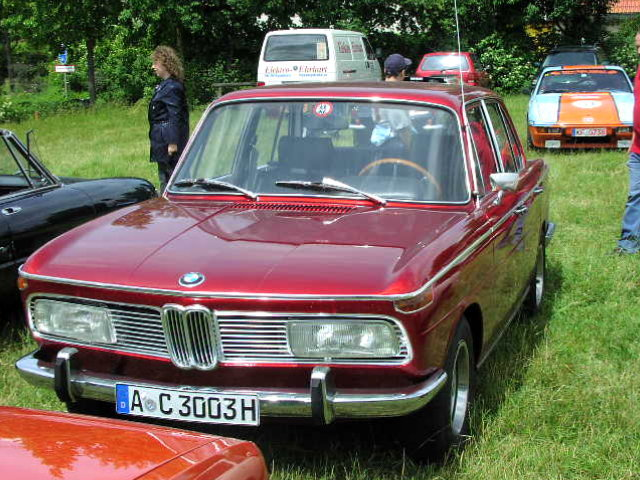
BMW 2000

BMW Neue Klasse 2000 w wersji sedan pojawiło się na rynku rok później niż wersja 2000C. Oferowane było w latach 1966-1972. Samochód wprowadzony został jako bogatsza wersja modelu 1800, charakteryzował się szerszymi tylnymi lampami, lepszym wyposażeniem wnętrza oraz prostokątnymi reflektorami w pasie przednim. Na rynku północnoamerykańskim stosowano inny typ przedniego pasa z podwójnymi okrągłymi światłami.
Samochód występował także w mocniejszej wersji 2000ti, wyposażona była ona w podwójny bocznossący gaźnik co zwiększało moc silnika do 120 KM (88 kW). Bardziej luksusową odmianą była 2000tilux, zawierała silnik z 2000ti, wykończoną drewnem deskę rozdzielczą oraz opcjonalnie skórzaną tapicerkę. Ostatnim wprowadzonym wariantem był 2000tii ('touring international, injected') z wtryskiem paliwa Kugelfischer i silnikiem o mocy maksymalnej 130 KM (95,5 kW).
Dane techniczne
| Wersja             | Silnik:                                       | Układ zasilania:                 | Średnica × skok tłoka: | St. sprężania:     | Moc maksymalna:                     | Maks. moment obrotowy           | 0–100 km/h:        | V-max:             | Śr. zuż. paliwa / 100 km: |
| Silniki benzynowe: | Silniki benzynowe:                            | Silniki benzynowe:               | Silniki benzynowe:     | Silniki benzynowe: | Silniki benzynowe:                  | Silniki benzynowe:              | Silniki benzynowe: | Silniki benzynowe: | Silniki benzynowe:        |
| ------------------ | --------------------------------------------- | -------------------------------- | ---------------------- | ------------------ | ----------------------------------- | ------------------------------- | ------------------ | ------------------ | ------------------------- |
| 2000               | R4 2,0 (1991 cm³), 2 zawory na cylinder, SOHC | gaźnik                           | 89 x 80 mm             | b/d                | 100 KM (74 kW) przy 5500 obr./min   | 157 N•m przy 3000 obr./min      | 12,4 s             | 168 km/h           | 10,7 l                    |
| 2000ti             | R4 2,0 (1991 cm³), 2 zawory na cylinder, SOHC | gaźnik                           | 89 x 80 mm             | b/d                | 120 KM (88 kW) przy 5500 obr./min   | 167 N•m przy 3600 obr./min      | 10,8 s             | 180 km/h           | 11 l                      |
| 2000tii            | R4 2,0 (1991 cm³), 2 zawory na cylinder, SOHC | wtrysk paliwa Kugelfischer PL 04 | 89 x 80 mm             | b/d                | 130 KM (95,5 kW) przy 5800 obr./min | 178 N•m przy 4000–4700 obr./min | 10,4 s             | 185 km/h           | b/d                       |

## 2002

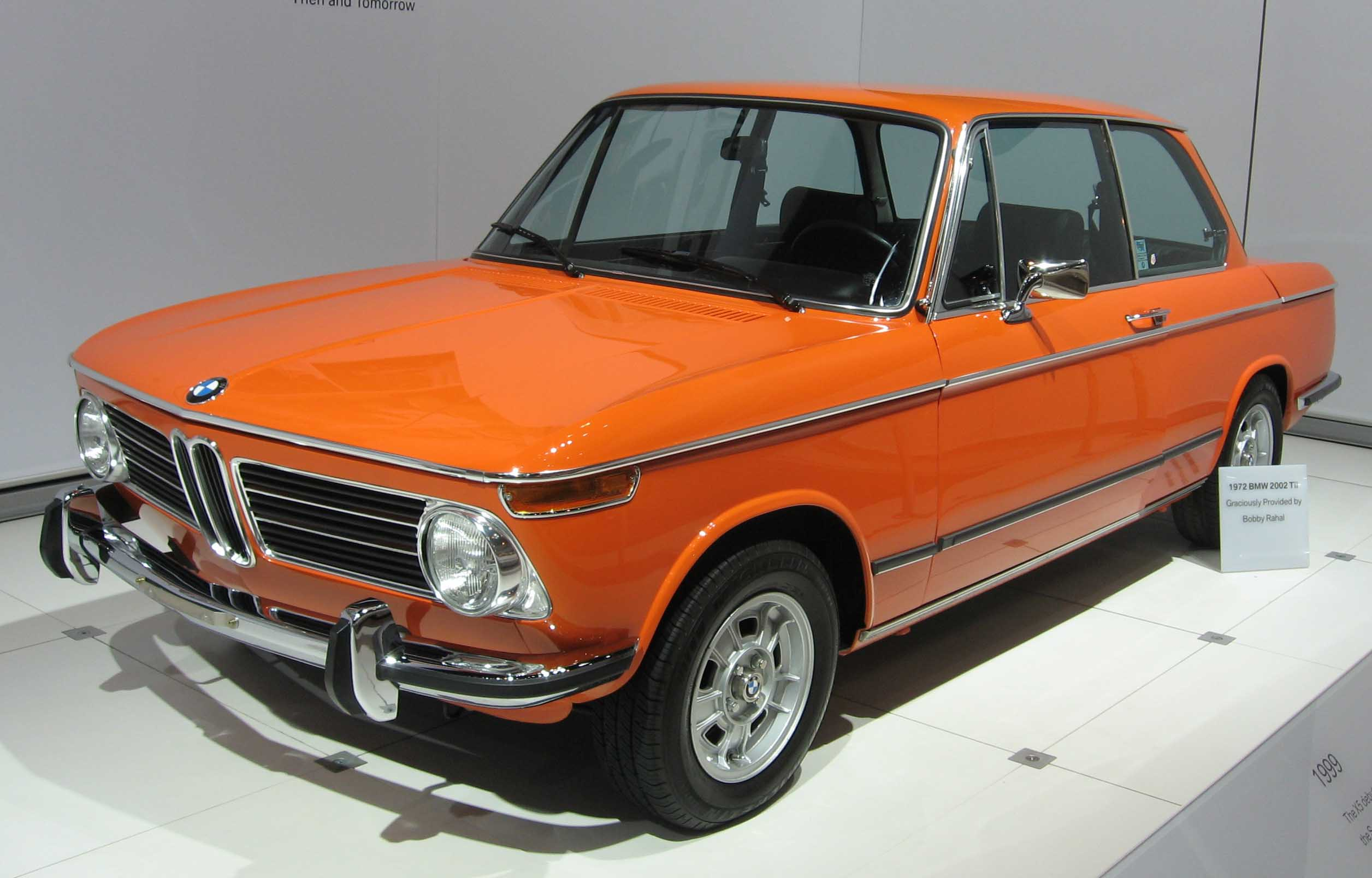
BMW 2002 z 1972 roku

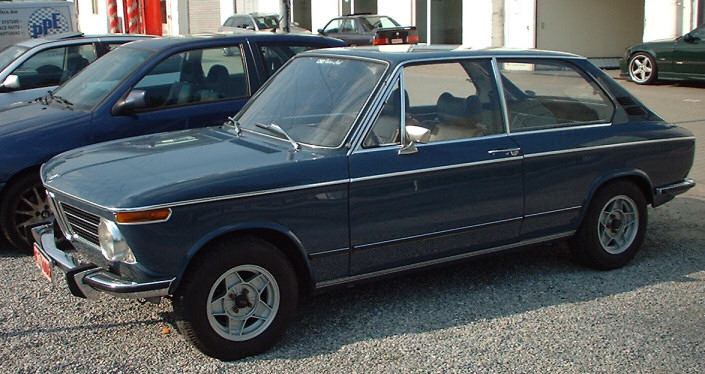
BMW 2002 Touring

BMW 2002 był 2-drzwiowym sedanem z silnikiem M10 o pojemności 1990 cm³. Generował on moc maksymalną 100 KM (73,5 kW) w wersji standardowej oraz 130 KM (95,5 kW) w sportowej odmianie 2002tii. Istniała także wersja 2002ti (touring Internationale) wyposażona w silnik zasilany przed dwa bocznossące gaźniki Solex 40 i wyższy stopień sprężania, co skutkowało mocą maksymalną 120 KM (88 kW), opcjonalnie nabywca mógł dokupić 5-biegową manualną skrzynię biegów. Topową odmianą było BMW 2002 Turbo zaprezentowane w roku 1973 podczas Frankfurt Motor Show, był to pierwszy seryjnie produkowany turbodoładowany samochód osobowy na rynku europejskim. Silnik generował moc 170 KM (125 kW) i maksymalny moment obrotowy 240 Nm, co pozwalało na osiągnięcie prędkości maksymalnej 211 km/h.
Podobnie jak w przypadku modelu 1602, istniała wersja 2002 Touring – 3-drzwiowy hatchback.
Dane techniczne
| Wersja             | Silnik:                                                | Układ zasilania:   | Średnica × skok tłoka: | St. sprężania:     | Moc maksymalna:                     | Maks. moment obrotowy      | 0–100 km/h:        | V-max:             | Śr. zuż. paliwa / 100 km: |
| Silniki benzynowe: | Silniki benzynowe:                                     | Silniki benzynowe: | Silniki benzynowe:     | Silniki benzynowe: | Silniki benzynowe:                  | Silniki benzynowe:         | Silniki benzynowe: | Silniki benzynowe: | Silniki benzynowe:        |
| ------------------ | ------------------------------------------------------ | ------------------ | ---------------------- | ------------------ | ----------------------------------- | -------------------------- | ------------------ | ------------------ | ------------------------- |
| 2002               | R4 2,0 l (1990 cm³), 2 zawory na cylinder, SOHC        | gaźnik             | 89 x 80 mm             | b/d                | 100 KM (73,5 kW) przy 5500 obr./min | 157 N•m przy 3500 obr./min | 10,9 s             | 170 km/h           | 10 l                      |
| 2002ti             | R4 2,0 l (1990 cm³), 2 zawory na cylinder, SOHC        | gaźnik             | 89 x 80 mm             | b/d                | 120 KM (88 kW) przy 5500 obr./min   | 167 N•m przy 3600 obr./min | 9,4 s              | 185 km/h           | 10 l                      |
| 2002tii            | R4 2,0 l (1990 cm³), 2 zawory na cylinder, SOHC        | wtrysk paliwa      | 89 x 80 mm             | b/d                | 130 KM (95,5 kW) przy 5800 obr./min | 178 N•m przy 4500 obr./min | 9,4 s              | 190 km/h           | 8,8 l                     |
| 2002 Turbo         | R4 2,0 l (1990 cm³), 2 zawory na cylinder, SOHC, turbo | wtrysk paliwa      | 89 x 80 mm             | 6,9:1              | 170 KM (125 kW) przy 5800 obr./min  | 240 N•m przy 4000 obr./min | 7 s                | 211 km/h           | 9,9 l                     |

## 1502 i 1802

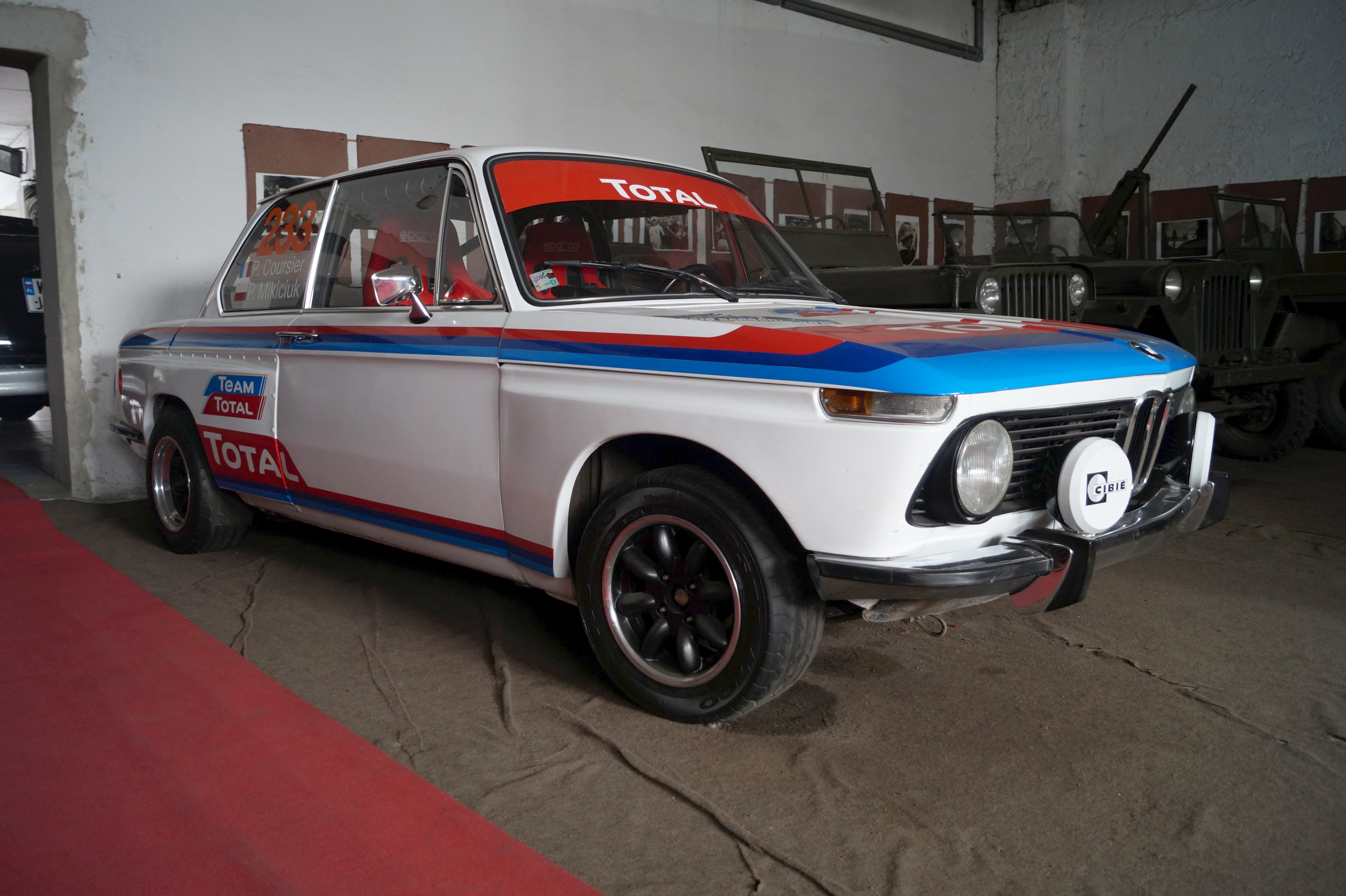
BMW 1502 w malowaniu rajdowym

W latach 1975–1977 dostępna była na rynku europejskim ekonomiczna wersja modelu oznaczona jako 1502. Do napędu użyto silnika 1.6 z obniżonym stopniem kompresji. Oprócz tego dostępna była także odmiana 1802, był to model 2002 z silnikiem 1.8 pochodzącym z wersji 1800 sedan.
Dane techniczne
| Wersja             | Silnik:                                       | Układ zasilania:   | Średnica × skok tłoka: | St. sprężania:     | Moc maksymalna:                  | Maks. moment obrotowy      | 0–100 km/h:        | V-max:             | Śr. zuż. paliwa / 100 km: |
| Silniki benzynowe: | Silniki benzynowe:                            | Silniki benzynowe: | Silniki benzynowe:     | Silniki benzynowe: | Silniki benzynowe:               | Silniki benzynowe:         | Silniki benzynowe: | Silniki benzynowe: | Silniki benzynowe:        |
| ------------------ | --------------------------------------------- | ------------------ | ---------------------- | ------------------ | -------------------------------- | -------------------------- | ------------------ | ------------------ | ------------------------- |
| 1502               | R4 1,6 (1573 cm³), 2 zawory na cylinder, SOHC | gaźnik             | 84 x 71 mm             | 8:1                | 74 KM (54 kW) przy 5800 obr./min | 118 N•m przy 3700 obr./min | 14,3 s             | 160 km/h           | 10,2 l                    |
| 1802               | R4 1,8 (1766 cm³), 2 zawory na cylinder, SOHC | gaźnik             | b/d                    | b/d                | 90 KM (66 kW) przy 5250 obr./min | 143 N•m przy 3000 obr./min | 11,8 s             | 165 km/h           | 9,9 l                     |

## Dane produkcyjne
| Liczba egzemplarzy |                |                |                      |                |                     |                     |                      |                          |
| 1500 (1962−64)     | 1600 (1964−66) | 1800 (1963−72) | 1800 TI/SA (1964−65) | 2000 (1966−72) | 2000 C/CS (1965−69) | 02 series (1966−76) | 2002 turbo (1973−74) | Baur Cabriolet (1967−75) |
| 23 554             | 9728           | 146 960        | 200                  | 143 464        | 11 720              | 861 940             | 1672                 | 4210                     |